# Норденстам, Иван Иванович
Барон (1860) Иван Иванович (Иоганн Мориц) Норденстам (21 сентября 1802, Стокгольм, Швеция — 27 мая (8) июня 1882, Хельсинки, Великое княжество Финляндское) — генерал от инфантерии, Ставропольский и Нюландский губернатор.

## Биография
Иван Норденстам происходил из шведских дворян российского подданства, родился в 1802 году, образование получил в Финляндском кадетском корпусе, из которого выпущен 2 февраля 1823 года прапорщиком в армейскую пехоту.
В 1829 году в чине поручика командирован на Кавказ, где участвовал в военных действиях против горцев. В 1832 году назначен старшим адъютантом штаба Отдельного Кавказского корпуса и был при занятии аула Гимры, 27 июля 1833 года награждён золотой шпагой с надписью «За храбрость», тогда же награждён орденом Святого Владимира 4-й степени с бантом. В 1836 году произведён в подполковники, в 1839 году получил чин полковника и назначение на должность обер-квартирмейстера войск Кавказской линии и Черномории. Отличился при занятии аула Ахульго.
10 октября 1843 года Иван Иванович Норденстам был произведён в генерал-майоры и 4 декабря того же года за беспорочную выслугу 25 лет в офицерских чинах награждён орденом Святого Георгия 4-й степени (№ 6916 по кавалерскому списку Григоровича — Степанова), в следующем году награждён орденом Святого Станислава 1-й степени. В 1845 году назначен помощником начальника штаба Кавказских войск.
В 1846 году Норденстам назначен губернатором Кавказской области, а в 1847 году — Нюландским губернатором, исполнял должность вице-канцлера Императорского Александровского университета (1847—1855). Награждён орденом св. Анны 1-й степени (императорская корона к этому ордену пожалована в 1851 году) и этого времени до конца своей жизни, служил в Финляндии.
6 декабря 1853 года произведён в генерал-лейтенанты и награждён орденом Святого Владимира 2-й степени. Во время Крымской войны Норденстам был начальником штаба войск, назначенных для усиления обороны Финляндии, а затем был вице-председателем Финляндского сената. 30 августа 1870 года получил чин генерала от инфантерии. Среди прочих наград Норденстам имел ордена Белого орла (1859 год) и Святого Александра Невского (1864 год). В 1860 г. возведён в баронское достоинство Великого княжества Финляндского.
05 июля 1876 года получил звание генерал-адъютанта.
Иван Иванович Норденстам скончался 27 мая (8) июня 1882 года в Гельсингфорсе, в Великом княжестве Финляндском.
М. Я. Ольшевский, начинавший свою службу в Кавказских войсках под непосредственным руководством Норденстама, в своих воспоминаниях оставил следующую характеристику своего начальника:

«Трудолюбие, долготерпение, невозмутимое хладнокровие были главным отличительными его чертами… Иван Иванович Норденстам был тонок, строен, высок ростом и красив собою … расчётлив, серьёзен и равнодушен к прекрасному полу».

Д. А. Милютин, также служивший на Кавказе под началом Норденстама, отмечал:

«Норденстам, обладающий всеми достоинствами и недостатками своих земляков, аккуратный до педантичности, но без всякой инициативы».

## Награды
- Золотое оружие «За храбрость» (1833)
- Орден Святого Владимира 4-й ст. (1833)
- Орден Святого Станислава 2-й ст. (16 августа 1834)
- Орден Святой Анны 3-й ст. (19 мая 1835), императорская корона к ордену (22 марта 1837)
- Орден Святого Владимира 3-й ст. (22 февраля 1842)
- Орден Святого Георгия 4-й ст. за 25 лет беспорочной службы (1843)
- Орден Святого Станислава 1-й ст. (1844)
- Орден Святой Анны 1-й ст. (1847), императорская корона к ордену (20 апреля 1851)
- Орден Святого Владимира 2-й ст. (7 июля 1855)
- Орден Белого Орла (1859)
- Знак отличия за 35 лет беспорочной службы (4 февраля 1860)
- Орден Святого Александра Невского (1864), бриллиантовые знаки к ордену (14 февраля 1873)
- Знак отличия за 50 лет беспорочной службы (10 марта 1874)

## Семья
17 ноября 1839 женился на Ольге Владимировне Пановой (1823—1891). В браке родились дети:
- Владимир (27.06.1841) — умер в детстве
- Ольга (16.02.1843) — умерла в детстве
- Ольга (02.25.1844—27.11.1870) — финская баронесса, не замужем.
- София (20.06.1849—03.07.1814) — финская баронесса, придворная дама, жена камергера финского графа Карла Роберта Маннергейма (1835—1914).
- Анна (08.01.1854—30.08.1878) — финская баронесса, жена советника коммерции Николая Синебрюхова[фин.]  (1856—1896).

## Галерея

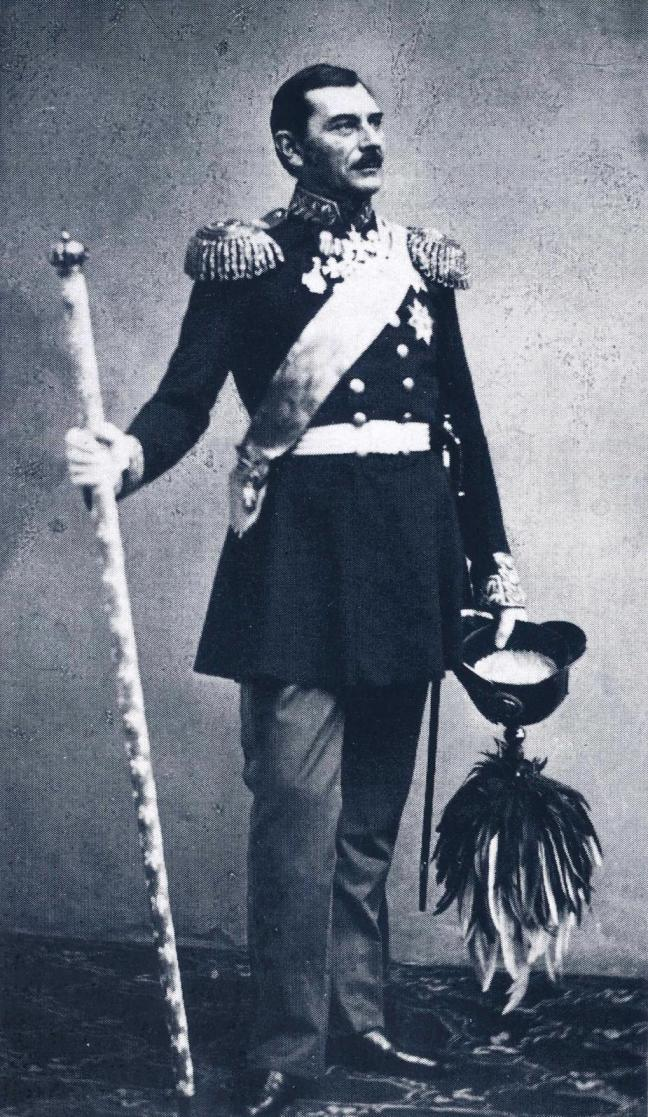
Фото 1864 г.
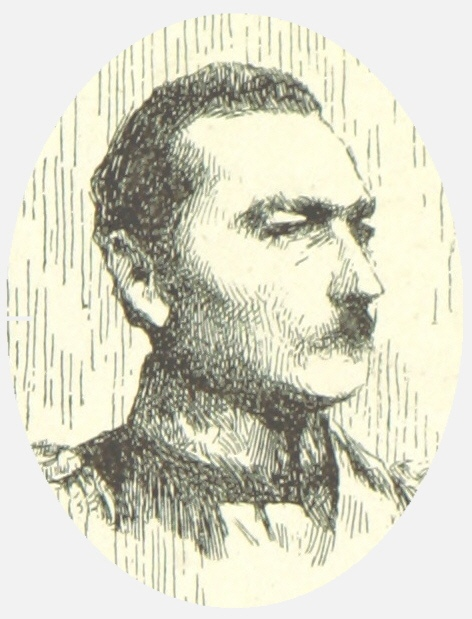
Иван Иванович Норденстам
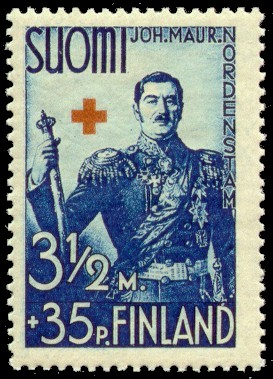
Финская почтовая марка 1938 г.